# Antiga Sinagoga d'Auckland
L'Antiga Sinagoga d'Auckland (en anglès: Auckland's Old Synagogue) és un edifici del segle xix situat al carrer Princess al centre d'Auckland, a Nova Zelanda, que abans havia estat una sinagoga. Ara s'anomena University House, i és part de la Universitat d'Auckland. Una comunitat jueva havia estat present a Auckland des de la seva fundació en 1840. L'edifici de la sinagoga, que combina elements àrabs i clàssics, va ser dissenyat i construït per Edward Bartley en 1884 i 1885, la sinagoga es va obrir el dia 9 de novembre del 1885.